# VIIIe gouvernement constitutionnel portugais
IIIe République portugaise
VIIe constitutionnel IXe constitutionnel
Le VIIIe gouvernement constitutionnel (en portugais : VIII Governo Constitucional) est le gouvernement de la République portugaise entre le 4 septembre 1981 et le 9 juin 1983, sous la IIe législature de l'Assemblée de la République.
Il est dirigé par le libéral Francisco Pinto Balsemão, démissionnaire volontairement, et repose sur une coalition de trois partis de centre droit, l'Alliance démocratique. Il succède au VIIe gouvernement constitutionnel et cède le pouvoir à Mário Soares et au IXe gouvernement constitutionnel après la victoire du Parti socialiste aux élections anticipées puis la formation d'une grande coalition.

## Historique du mandat
Ce gouvernement est dirigé par le Premier ministre libéral sortant Francisco Pinto Balsemão. Il est constitué et soutenu par l'Alliance démocratique (AD), ine coalition de centre droit entre le Parti social-démocrate (PPD/PSD), le Parti du Centre démocratique et social (CDS) et le Parti populaire monarchiste (PPM). Ensemble, ils disposent de 134 députés sur 250, soit 53,6 % des sièges de l'Assemblée de la République.
Il est constitué à la suite de la démission de Francisco Pinto Balsemão, au pouvoir depuis janvier 1981.
Il succède donc au VIIe gouvernement constitutionnel, constitué et soutenu dans des conditions identiques.

### Formation
Le 27 juillet 1981, le ministre des Affaires sociales Carlos Macedo démissionne, dix jours après que le Conseil de la Révolution a censuré la loi relative à la privatisation du secteur bancaire. Les opposants internes à Francisco Pinto Balsemão au sein du Parti social-démocrate, tenants d'une ligne de confrontation avec le président de la République António Ramalho Eanes, suggèrent une démission de l'ensemble du gouvernement. Le Premier ministre s'y oppose, mais démissionne le 10 août après avoir jugé trop timide le soutien envers sa posture exprimé la veille par le conseil national du PPD/PSD.
Le conseil national approuve six jours plus tard une motion politique soutenant la ligne de normalisation des relations institutionnelles portées par Francisco Pinto Balsemão et l'invitant à rester au pouvoir, après une tentative finalement avortée du courant critique de proposer la candidature d'Aníbal Cavaco Silva pour la direction du gouvernement. Le 22 août, le chef de l'exécutif démissionnaire s'entend avec le président du CDS Diogo Freitas do Amaral pour que celui-ci revienne au gouvernement qualité de vice-Premier ministre.
Chargé le 25 août par António Ramalho Eanes de constituer un nouvel exécutif, Francisco Pinto Balsemão présente le VIIIe gouvernement constitutionnel le 1er septembre, qui prête serment trois jours plus tard. Le cabinet s'adjuge le 18 septembre la confiance du Parlement après que les trois partis de la majorité ont repoussé par 126 voix contre les motions de rejet du programme gouvernemental déposées par l'opposition de gauche.

### Succession
Les élections municipales du 12 décembre 1982 voient la victoire de l'Alliance démocratique, mais celle-ci recule de cinq points au niveau national, perd sa majorité absolue aux conseils municipaux de Lisbonne et Porto et voit un rééquilibrage interne au profit du Centre démocratique et social, tandis que le Parti socialiste engrange cinq points supplémentaires. Accusé par les cadres du PPD/PSD d'être responsable de cette contre-performance, Francisco Pinto Balsemão annonce sa démission le 19 décembre, qu'il présente comme irrévocable, en dépit de l'incapacité pour le conseil national du PPD/PSD de lui désigner un successeur.
Le 29 décembre, après avoir échoué à convaincre l'ancien chef de l'exécutif et ex-proche du président Carlos Mota Pinto de prendre sa suite, le Premier ministre démissionnaire propose le président du groupe parlementaire Vítor Crespo, ex-ministre de l'Éducation, pour lui succéder à la direction du gouvernement, proposition ratifiée par le conseil national. Ce dernier est reçu en audience le 18 janvier 1983 par le président de la République et assume avoir du mal à constituer une équipe gouvernementale, alors que les négociations entre le Parti social-démocrate et le Centre démocratique et social s'enlisent.
Finalement, António Ramalho Eanes annonce le 23 janvier son intention de dissoudre le Parlement, passant outre l'opposition exprimée à une voix de majorité par le Conseil d'État — dont l'avis est facultatif — et déclenchant de sévères critiques de la part des directions du PPD/PSD et du CDS,. Il convoque deux semaines plus tard les élections législatives anticipées pour le 25 avril 1983.
Le 9 juin, un mois et demi après la tenue du scrutin, le socialiste Mário Soares est investi Premier ministre à la tête du IXe gouvernement constitutionnel, formé d'une coalition entre le Parti socialiste et le Parti social-démocrate.

## Composition

### Initiale (4 septembre 1981)
- Par rapport au VIIe gouvernement constitutionnel, les nouveaux ministres sont indiqués en gras, ceux ayant changé d'attributions le sont en italique.

| Fonction                                                            | Titulaire | Titulaire                | Parti   |
| ------------------------------------------------------------------- | --------- | ------------------------ | ------- |
| Premier ministre                                                    |           | Francisco Pinto Balsemão | PPD/PSD |
| Vice-Premier ministre Ministre de la Défense nationale              |           | Diogo Freitas do Amaral  | CDS     |
| Ministre d'État Ministre de la Qualité de vie                       |           | Gonçalo Ribeiro Telles   | PPM     |
| Ministre d'État Ministre des Finances et du Plan                    |           | João Salgueiro           | PPD/PSD |
| Ministre adjoint du Premier ministre et des Affaires parlementaires |           | Fernando Amaral          | PPD/PSD |
| Ministre de l'Intérieur                                             |           | Ângelo Correia           | PPD/PSD |
| Ministre des Affaires étrangères                                    |           | André Gonçalves Pereira  | Sans    |
| Ministre de la Justice et de la Réforme administrative              |           | José Menéres Pimentel    | PPD/PSD |
| Ministre de l'Éducation et de l'Enseignement supérieur              |           | Vítor Crespo             | PPD/PSD |
| Ministre du Travail                                                 |           | António Queirós Martins  | PPD/PSD |
| Ministre des Affaires sociales                                      |           | Luís Barbosa (pt)        | CDS     |
| Ministre de l'Agriculture, du Commerce et de la Pêche               |           | Basílio Horta            | CDS     |
| Ministre de l'Industrie, de l'Énergie et des Exportations           |           | Ricardo Bayão Horta      | CDS     |
| Ministre de la Culture et de la Coordination scientifique           |           | Francisco Lucas Pires    | CDS     |
| Ministre du Logement, des Travaux publics et des Transports         |           | José Viana Baptista      | PPD/PSD |

### Remaniement du 12 juin 1982
- Par rapport à la composition précédente, les nouveaux ministres sont indiqués en gras, ceux ayant changé d'attributions le sont en italique.

| Fonction                                                    | Titulaire | Titulaire                  | Parti   |
| ----------------------------------------------------------- | --------- | -------------------------- | ------- |
| Premier ministre                                            |           | Francisco Pinto Balsemão   | PPD/PSD |
| Vice-Premier ministre Ministre de la Défense nationale      |           | Diogo Freitas do Amaral    | CDS     |
| Ministre d'État Ministre de la Qualité de vie               |           | Gonçalo Ribeiro Telles     | PPM     |
| Ministre d'État Ministre des Finances et du Plan            |           | João Salgueiro             | PPD/PSD |
| Ministre de l'Intérieur                                     |           | Ângelo Correia             | PPD/PSD |
| Ministre des Affaires étrangères                            |           | Vasco Futscher Pereira     | Sans    |
| Ministre de la Justice et de la Réforme administrative      |           | José Menéres Pimentel      | PPD/PSD |
| Ministre de l'Éducation                                     |           | João José Fraústo da Silva | Sans    |
| Ministre du Travail                                         |           | Luís Morales               | PPD/PSD |
| Ministre des Affaires sociales                              |           | Luís Barbosa (pt)          | CDS     |
| Ministre de l'Agriculture, du Commerce et de la Pêche       |           | Basílio Horta              | CDS     |
| Ministre de l'Industrie, de l'Énergie et des Exportations   |           | Ricardo Bayão Horta        | CDS     |
| Ministre de la Culture et de la Coordination scientifique   |           | Francisco Lucas Pires      | CDS     |
| Ministre du Logement, des Travaux publics et des Transports |           | José Viana Baptista        | PPD/PSD |
| Ministre des Affaires parlementaires                        |           | Marcelo Rebelo de Sousa    | PPD/PSD |